# Robertinho de Recife
Robertinho de Recife, nome artístico de Carlos Roberto Cavalcanti de Albuquerque (Recife, 5 de novembro de 1953), é um guitarrista, compositor, produtor musical e arranjador musical brasileiro.
Considerado um dos melhores guitarristas do Brasil, sua trajetória no universo da música popular consagra-o como profissional de múltiplos talentos e iniciativas.
No período em que foi músico de estúdio, tocava estilos radicalmente diversos ao acompanhar artistas como Jane Duboc, Cauby Peixoto, The Fevers e Hermeto Pascoal. Outras modalidades que também tocou incluem o heavy metal e a música infantil. Na ocasião do lançamento de seu disco "Rapsódia Rock", em 1990, apresentava-se vestido de Mozart.
Como guitarrista, Robertinho de Recife já participou em shows ou gravou com vários artistas internacionais, tais como: George Martin, Watchpocket, Nina Hagen, Stanley Clarke, Peter Tosh, Andy Summers (The Police), Deep Purple (quando este esteve no Brasil), Stewart Copeland (The Police), Quiet Riot (quando este esteve no Brasil), Steve Cropper, Miami Sound Machine, Phil Collen (Def Leppard), John Lee Hooker, Simon Kirke (Free), Bonnie Raitt, Arto Lindsay, Taj Mahal, Gilles Martin, Dr. John and the Night Tripper e Candy Shoes String.
Dentre os artistas nacionais com quem gravou destacam-se: Yahoo (no qual foi integrante-fundador), Rádio Táxi, Xuxa, Geraldo Azevedo, Zé Ramalho, Raimundo Fagner, Hermeto Pascoal, Sivuca, Elba Ramalho, Amelinha, Lenine, Luis Melodia, Dominguinhos, Zeca Baleiro, Luiz Caldas, Frank Solari, Moraes Moreira, Orlando Morais, Lulu Santos, Martinho da Vila, Marisa Monte, Gal Costa, Tânia Alves, Pepeu Gomes, Wagner Tiso, José Augusto, Agnaldo Timóteo, Elymar Santos, Rosanna, Nara Leão, entre outros.
Foi incluído na lista 30 maiores ícones brasileiros da guitarra e do violão (Categoria: Raízes Brasileiras) da revista Rolling Stone Brasil, em 2012.

## Carreira musical
Quando tinha 10 anos, a caminho de uma quadrilha junina, foi atropelado por um carro. Passou dois dias em coma, colocou platina na perna. Ficou quase um ano deitado, sem poder andar. Começou a tocar ainda menino, sendo logo apontado como guitarrista prodígio. Aos 12 anos, já considerado virtuose, apresentava-se tocando até com os pés. A família, que sempre morou na zona norte do Recife, contava muitos músicos, incluindo tios, primos e sua mãe, Ana Clea, que havia sido cantora antes de casar. Ainda como aluno de seminário, estudou música sacra.
Foi convidado a entrar em bandas, fazer shows em boates em que não era permitida a entrada de menores, em conjuntos como Os Moderatos, banda de baile, e Os Bambinos, que tocavam em festas tropicalistas do Recife e também na TV Jornal.
No final dos anos 1960, acompanhou alguns ídolos da Jovem Guarda, como Rosemary e Jerry Adriani.
Em 1971, foi para os Estados Unidos, onde tocou em bandas de country e blues. Por mais que a experiência tenha sido positiva, houve outro acidente grave de carro, que o deixou em coma, depois da paralisia temporária na face, numa fase de dependência das drogas.
Voltou para o Recife e, para se recuperar, buscou um retiro espiritual, estudando no Seminário Teológico do Norte. Tocava em igrejas e foi numa delas que Fagner o viu tocar pela primeira vez, o que resultou numa longa parceria. A aceitação da música "Frevo dos palhaços" foi boa.
A estreia em disco solo, "Jardim da infância", de 1977, acontece numa fase de afirmação dos artistas através do trabalho de cada um, de formação de público. E vários elementos do LP evidenciam isso: na capa deslumbrante de Fausto Nilo, também parceiro em várias letras do disco; nos vocais de Elba Ramalho, Amelinha e Fagner, que assina a coprodução; na sanfona de Sivuca, no trompete de Márcio Montarroyos; no baixo de Itiberê. Jazz e rock, música nordestina, indiana, flamenca.
Em 1978, Robertinho voltou sua atenção para o frevo e lançou o álbum "Robertinho no Passo" ao lado de Hermeto Pascoal. Outra influência forte no som daquele disco, segundo Robertinho, é a tradição indígena. O disco, na época, foi uma das apostas da gravadora para o carnaval.
Realiza a turnê Tropical, como músico de Gal Costa, de onde veio inspiração para seu terceiro álbum, "Loucos Swings Tropicais". Ritmos latinos em destaque, participação de Gal em "Merengue" e o duelo entre guitarra e vocoder, em "Papo de guitarrista".
Outros discos: "Satisfação", de 1981, e "Robertinho de Recife e Emilinha", de 1982, ambos no estilo new wave.
Em 1984, grava a música "É de chocolate" junto com o Trem da Alegria, que vira um grande sucesso, pelo qual recebeu o disco de platina.
Em 1985, Robertinho, juntamente com sua banda, o Metal Mania, abriu shows da banda norte-americana Quiet Riot, em São Paulo (26 de abril, no Corinthians), Rio de Janeiro (no Maracanãzinho) e Porto Alegre (no Gigantinho). No último show, no Mineirinho em Belo Horizonte, a banda se ausentou devido a uma greve dos aeroviários.
Em 1988, Robertinho fundou o grupo musical Yahoo, porém deixou a banda um ano e meio após sua fundação, em 1989. A banda ficou bastante conhecida por fazer versões de grandes sucessos internacionais com letras em português.
Robertinho de Recife teve o auge de sua carreira nos anos 70 e 80 e depois se dedicou a produzir artisticamente, nomes como Xuxa, Geraldo Azevedo, Zé Ramalho e Raimundo Fagner.
Havia optado uma vez por deixar a carreira musical de lado, negando um convite para integrar o grupo americano Chicago, porém, foi convidado pelo cantor Fagner na década de 1980.
A partir de 1990, se afasta dos palcos. Por muito tempo, trabalhou como produtor musical em seu estúdio, o Special Discos, no Rio de Janeiro. Um dos trabalhos mais relevantes foi o álbum "Flor da Paraíba", da cantora brasileira Elba Ramalho, lançado em 1998.
Em 2012, o músico sofre um acidente, onde fratura o braço esquerdo, no qual são colocados 18 parafusos.
Depois de 25 anos, volta aos palcos em 2014, com a reedição do show "Rapsódia Rock". Neste mesmo ano, em março, sofre um infarto e vai para a UTI do Hospital Copa D”Or, no Rio de Janeiro, para cirurgia cardíaca, onde são colocados cinco stents para desentupir artérias que dão acesso ao coração. Também neste ano, reúne novamente o Metal Mania, para lançar o álbum "Metal Mania – Back for More".
Em 2017, lança o EP "Wild" com o Metal Mania, nas plataformas digitais.
Em 2019, lança com Zé Ramalho hits metaleiros com versões em português: "Sr. Ozzy" (versão de Mr. Crowley de Ozzy Osbourne) e "Ás de espadas" (versão de Ace of Spades da banda Motörhead). Também planejava lançar disco de baladas com o cantor Andre Matos, que veio a falecer neste ano.
Em 2020, vira tema de uma série documental chamada "Robertinho de Recife? Robertinho do Mundo!", dirigido por Claudia André,  e transmitido no canal por assinatura Music Box Brazil. Neste mesmo ano, anuncia o fim da banda Metal Mania.
Além do episódio do convite da banda Chicago para tocar com eles, tocou em várias bandas de destaque internacional como Watch Pocket,  com a sua banda MetalMania, dividiu o palco com várias atrações internacionais como: Quiet Riot, Deep Purple, Judas Priest, Accept, e também fez uma participação especial na apresentação da banda Manowar, no Monster´s of Rock 2015, em São Paulo.

## Discografia

### Carreira solo
- 1977 - Jardim da Infância
- 1978 - Robertinho no Passo (com Hermeto Pascoal)
- 1979 - Loucos Swings Tropicais
- 1981 - Satisfação
- 1982 - Robertinho de Recife e Emilinha
- 1983 - Robertinho do Mundo
- 1984 - Metal Mania
- 1990 - Rapsódia Rock
- 2014 - Metal Mania - Back for More[29]

### Com a bandaYahoo
- 1988 - Yahoo
- 1989 - Oração da Vitória

Sucessos como "Mordida de Amor" (cover da canção Love Bites, da banda britânica Def Leppard) e  "Anjo" (cover da canção Angel, da banda norte-americana Aerosmith) levaram sua marca na guitarra.

### comMarconi Notaro
- 1973 - No Sub Reino dos Metazoários

### ComFlaviola
- 1974 - Flaviola e O Bando do Sol

## Vida pessoal
Casado com a empresária Claudia André, desde 1990, com quem tem 2 filhos, Hana Khalil, ex-participante do Big Brother Brasil 19, e Rob Endraus, músico e produtor musical. 
Tem também filhos de casamentos anteriores, Roberta, Adriano, e Eduardo.